# Antoni d'Alòs i de Rius
Antoni d'Alòs i de Rius   (Moià, 16 de març de 1693 - Barcelona, 4 d'agost de 1780), primer marquès d'Alòs, fou un militar filipista, fill de Josep d'Alòs i de Ferrer, germà de Josep Francesc d'Alòs i de Rius i de Manuel d'Alòs i de Rius canceller de la Universitat de Cervera i també oncle de Josep Gregori de Montero i d'Alòs.

## Biografia
Nascut dins d'una família noble, la seva carrera militar s'estén al llarg dels regnats de Felip V, Ferran VI i Carles III. Començà la seva carrera el 1709 en ingressar al cos d'elit dels granaders reials de Vallejo –a partir del 1718 conegut com de Numància– de la mà de Bernardí Marimon, capità-tinent del mateix cos.
Lluità A la Guerra de Successió lluità per a Felip V. El 9 de maig del 1714 va ser nomenat portaestendard dels Granaders Reials, i el 30 de juny del mateix any, capità dels Dragons de Lusitània. El 1714 era al Setge de Barcelona amb el grau de tinent de cavalleria, fent d'ajudant del duc de Berwick. Un cop consolidada la monarquia, va anar a lluitar a Sicília (1718-1719) i la península italiana (1733-1735 i 1741-1745). El 1732 fou promogut a tinent coronel i alferes de la Reial Companyia de Granaders.
A partir de llavors li vingueren els reconeixements; fou ennoblit com a marquès d'Alòs i nomenat per a diversos càrrecs territorials: el 1762 era governador militar de Girona, i el 1764, capità general de Mallorca. El 1767 va escriure una Instrucción Militar.
Es casà el 3 de desembre del 1725 a la parròquia de Santa Maria del Mar de Barcelona amb Teresa de Bru-Mora i de Sampsó-Alemany-Descatllar, filla de Josep de Bru i de Mora, i de Marianna de Sampsó i d'Alemany-Descatllar. Tingueren vuit fills vivents, Josep, Ramon, Antoni, Joaquim, Maria Gràcia, Sor Marianna, Maria Francesca i Josepa.

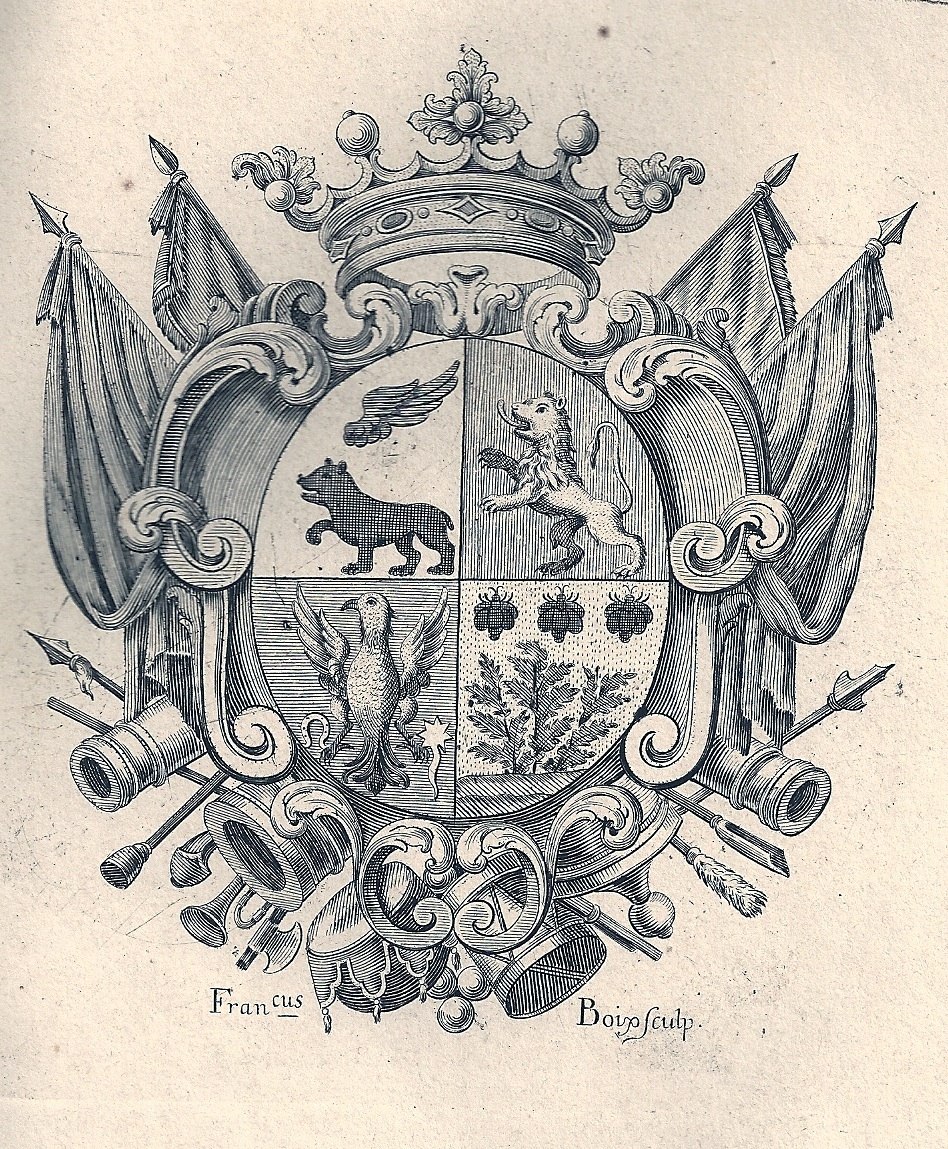
Escut d'armes del primer Marquès d'Alòs